# Yitzchok Lichtenstein
Pour les articles homonymes, voir Lichtenstein.

Yitzchok Lichtenstein, né en décembre 1962 à New York, est un rabbin orthodoxe américain et israélien, Rosh Yeshiva de la  Yeshiva Torah Vodaas de Brooklyn. Il est le deuxième fils du rabbin Aharon Lichtenstein et petit-fils du rabbin Joseph B. Soloveitchik, du côté maternel. Son grand-père paternel, Yechiel Lichtenstein (1898-1988) est un des fondateurs de 'École Maïmonide (Boulogne-Billancourt), en 1935.

## Biographie
Yitzchok Lichtenstein est né en décembre 1962 à New York,,.